# قشلاق نجف‌خانلو
قشلاق نجف‌خانلو یکی از روستاهای استان آذربایجان شرقی است که در دهستان نقدوز بخش فندقلو شهرستان اهر واقع شده‌است.این روستا ۷۴ نفر جمعیت دارد.